# Sibilla Delfica (Michelangelo)

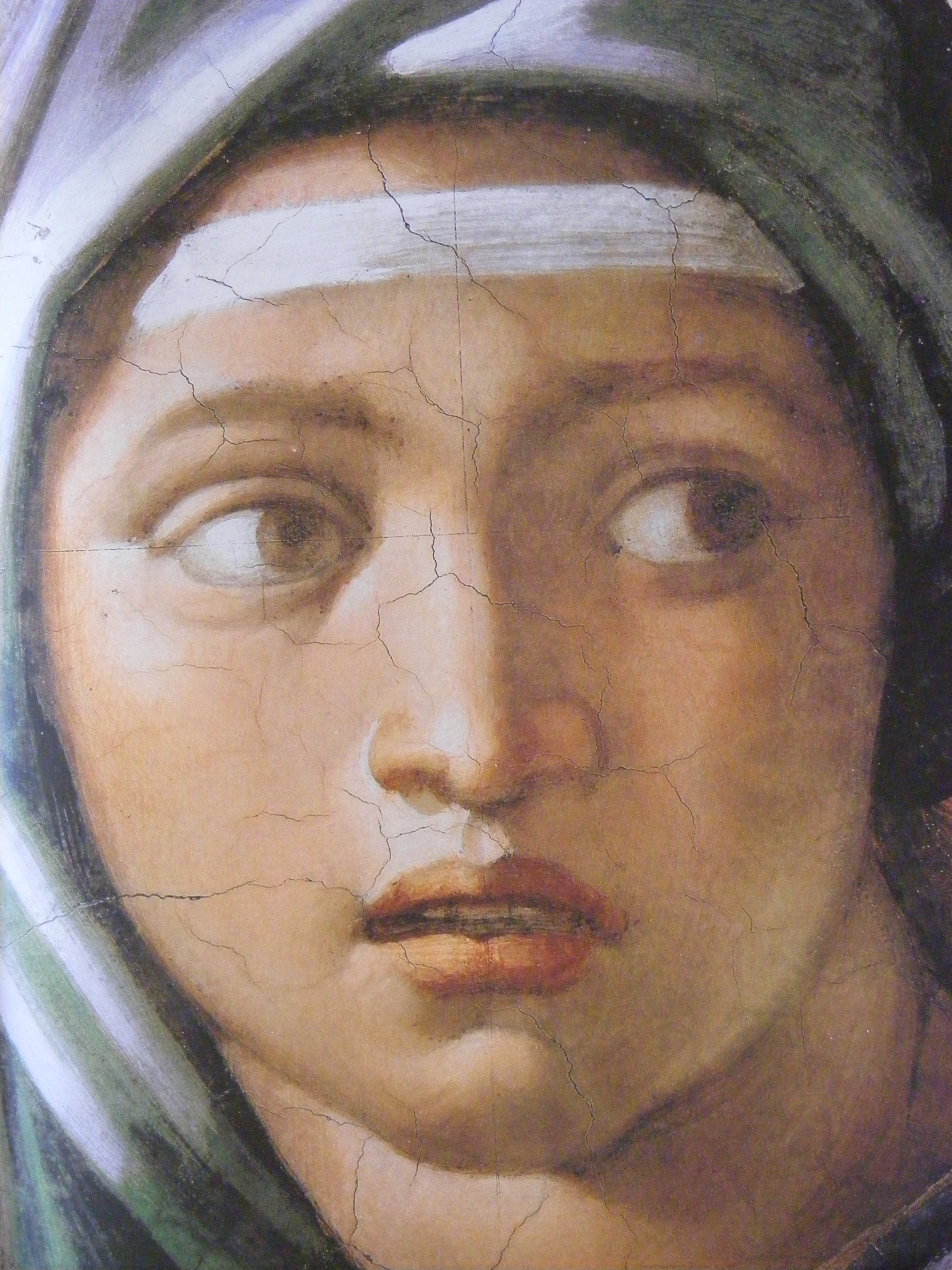
Il volto, dettaglio

La Sibilla Delfica venne affrescata da Michelangelo Buonarroti nel 1508-1510 circa e fa parte della decorazione della volta della Cappella Sistina, nei Musei Vaticani a Roma, commissionata da Giulio II.

## Storia
Nel dipingere la volta, Michelangelo procedette dalle campate vicino alla porta d'ingresso, quella usata durante i solenni ingressi in cappella del pontefice e del suo seguito, fino alla campata sopra l'altare. La Delfica quindi, che si trova nella prima campata a partire dalla porta, fu una delle figure del primo blocco di lavori, concluso nel 1510.

## Descrizione e stile
La Sibilla Delfica fa parte della serie dei Veggenti, collocati su ampi troni architettonici sui peducci. Ognuno di essi è affiancato da un paio di giovani assistenti e sta in un grande scranno marmoreo, tra due plinti con finti altorilievi di putti a coppie, in varie posizioni. Il loro nome è scritto (in questo caso DELPHICA) in tabelle sotto la piattaforma che fa da base al trono, rette da un putto.
La Sibilla Delfica sta svolgendo un rotolo a sinistra, col corpo girato in quella direzione e il braccio sinistro alzato, ma il suo sguardo è ruotato frontalmente, metà in luce e metà in ombra, e gli occhi guardano a destra, con un'espressione di sorpresa, quasi a vedere l'avvento del Signore che conferma la profezia.
L'effetto di movimento, oltre che dalla torsione, è amplificato dalle volute del mantello azzurro con cappuccio, foderato di arancio, e dalle pieghe della tunica verde chiaro. Sul volto si vedono ancora le tracce ortogonali incise per disegnare l'ovale della testa e l'altezza degli occhi.
Dietro di lei, a sinistra, si vedono due assistenti, uno che legge un libro e l'altro che lo regge.

## Omaggi
In occasione del quarto centenario della morte di Michelangelo Buonarroti, il 16 giugno 1964, le Poste Vaticane hanno dedicato a questo affresco un francobollo da 30 lire.

## Galleria d'immagini

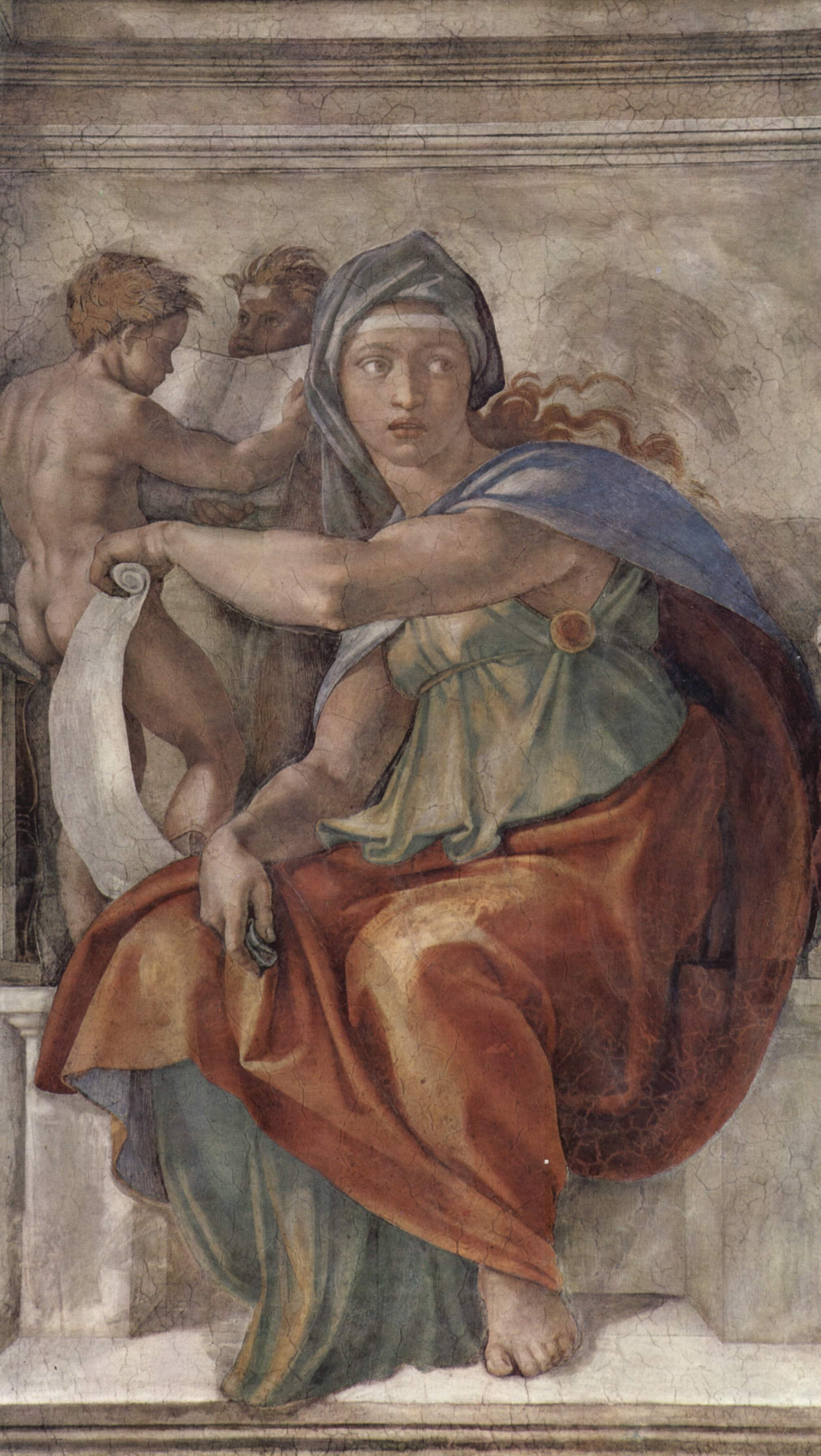
Prima del restauro
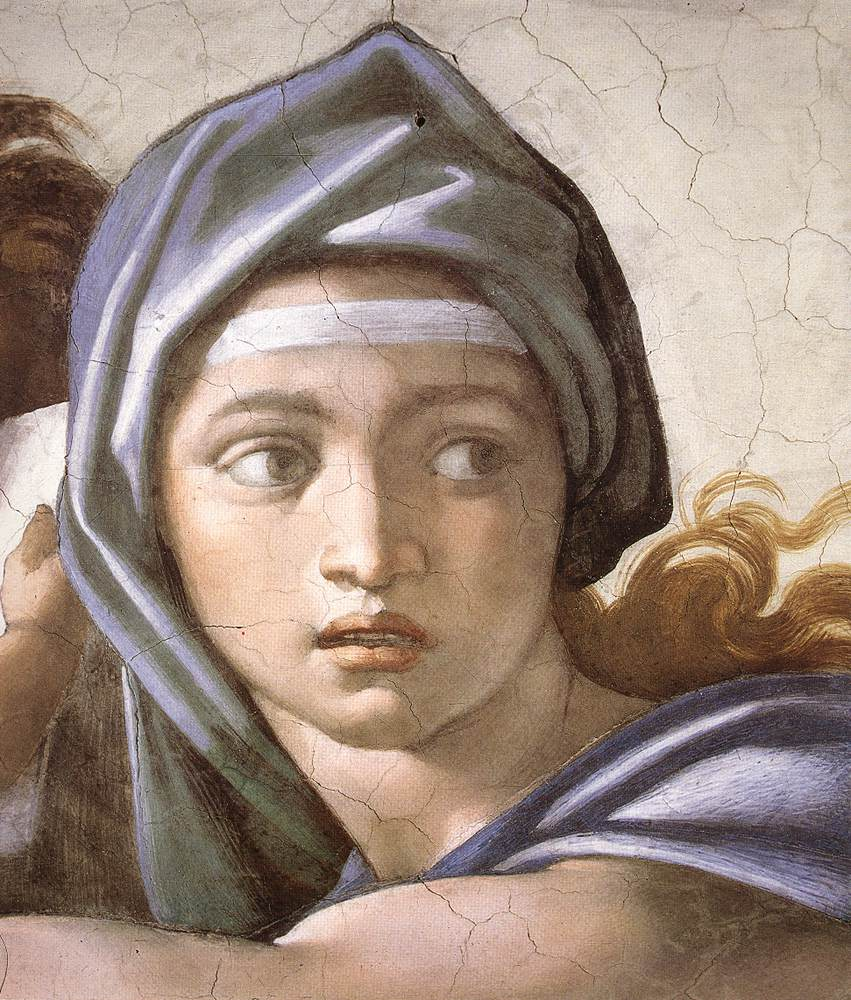
Dettaglio
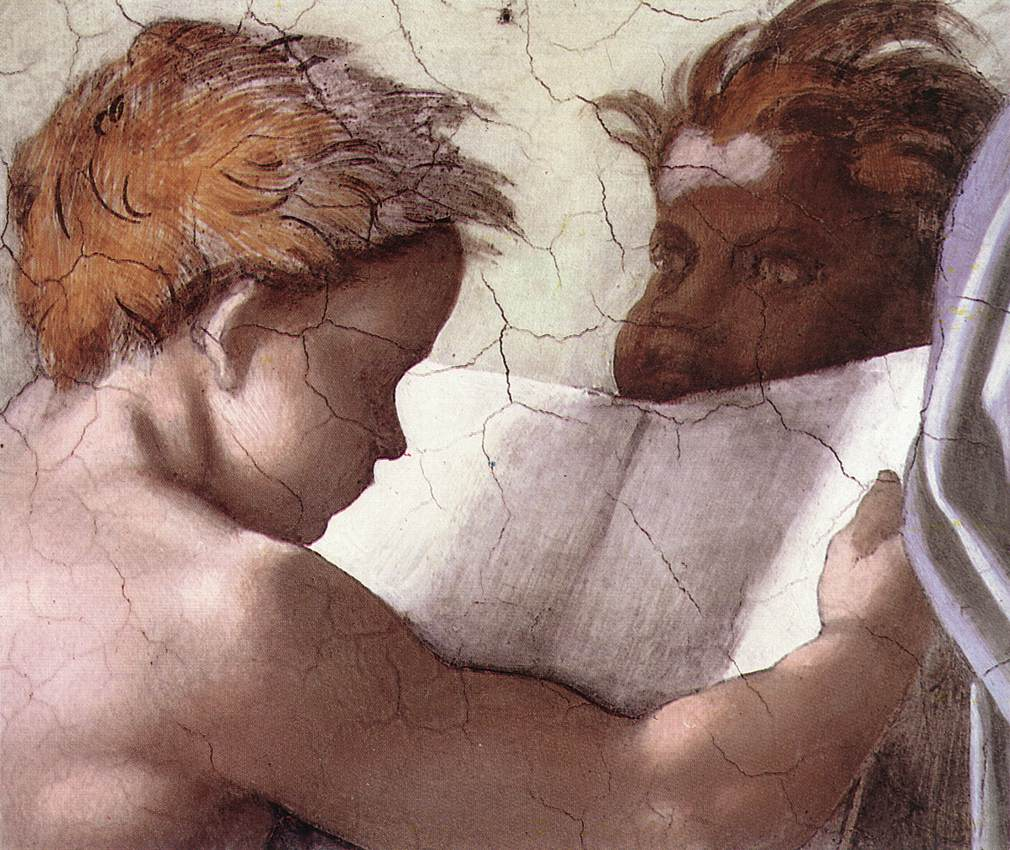
Dettaglio